# Zarechni (Apsheronsk)
Zarechni (del ruso: Заречный) es un jútor del raión de Apsheronsk del krai de Krasnodar, en Rusia. Está situado en las vertientes septentrionales del Cáucaso Occidental, en la orilla derecha del Psheja, afluente del Bélaya, de la cuenca del Kubán, 15 km al norte de Apsheronsk y 75 km al sureste de Krasnodar, la capital del krai. Tenía 82 habitantes en 2010
Pertenece al municipio Kubánskoye.